# 구 일본 제18은행 군산지점
구 일본 제18은행 군산지점은 대한민국 일제강점기에 일본으로 곡물을 반출하고 토지를 강매하기 위한 목적으로 설립한 금융기관 건물 가운데 하나이다.

## 개요
단층의 본관과 2층의 부속 건물 2동(창고, 사무실)으로 구성되었으며, 왼쪽 창고 건물은 본관 쪽 출입문을 금고문으로 처리하여 은행 건축에서 필요한 금고를 딴채로 둔 독특한 형태이다. 이 건물은 일제강점기 초반에 지어진 은행 건축물의 특징을 잘 보여 준다.

## 의의와 평가
일본제18은행은 일본에서 국립 은행들의 설립 과정에서 18번째로 설립된 은행이다. 나가사키에 본점을 둔 은행으로 1877년 창립되었고, 우리나라에는 1890년 인천에 최초로 일본제18은행 지점을 두었다. 식민지 금융 지배를 목적으로 영업을 시작한 일본제18은행은 이후 총 9개의 지점을 한국 내에 개설하였다.
군산지점은 1907년에 개설되었고, 1936년 한국 내 모든 지점이 폐지되면서 군산 지점도 폐지되었다. 1911년에 지어진 현재의 구 일본제18은행 군산지점은 영업장과 금고, 사무 공간을 별동의 건축물로 구성하여 은행 기능을 수용한 특징을 보여주는 건축물로서 근대기 은행 건축의 한 형식을 잘 나타내고 있다. 근대 건축 유산을 수리 및 보수하고, 새로운 용도를 부여하여 적극적으로 활용하고 있는 사례로서 의의를 갖는다.